# Mavrski grad
Mavrski grad (portugalsko Castelo dos Mouros) je srednjeveški grad na hribu v osrednji portugalski civilni župniji Santa Maria e São Miguel, v občini Sintra, približno 25 k severozahodno od Lizbone. Zgradili so ga Mavri v 8. in 9. stoletju, bil je pomembna strateška točka med rekonkvisto, krščanske sile pa so ga zavzele po padcu Lizbone leta 1147. Razvrščen je kot nacionalni spomenik, del kulturne krajine Sintra na Unescovem seznamu svetovne dediščine.

## Zgodovina
Grad je bil zgrajen v 8. in 9. stoletju, v obdobju muslimanske Iberije, kot osrednje mesto na ozemlju, ki je bilo predvsem kmetijsko in je bilo potrebno za zaščito prebivalstva.
Leta 1031, po izgubi Córdobe za rodbino Almoravidov, se je kralj Badajoza odločil prenesti na Alfonsa VI. iz Leóna in Kastilije nekaj ozemelj na Iberskem polotoku (med njimi Sintro), da bi pridobil zavezništvo s krščanskim kraljem. Ta prenos ni prinesel nobene varnosti in grad so izgubili vsiljivci Almoravidi.
Po osvojitvi Lizbone (1147) s strani sil, zvestih Afonzu Henriku, se je grad prostovoljno predal krščanskim silam. Afonz Henrik je varovanje gradu zaupal 30 prebivalcem in jim podelil privilegije v foralu ('listini'), ki ga je podpisal monarh leta 1154. Listina je predlagala, da bi morali naseljenci zasesti in naseliti grad kot mehanizem za zagotavljanje varnosti in razvoja regije.
V drugi polovici 12. stoletja je kapela, zgrajena znotraj grajskega obzidja, postala župnijski sedež. Temu je sledila prenova in gradnja na pobudo portugalskega kralja Sanča I..
Leta 1375 je portugalski kralj Ferdinand I. pod vodstvom João Annesa de Almade ukazal ponovno zgraditi grad. Medtem ko je bila stavba do leta 1383 dobro utrjena, se je njen vojaški pomen postopoma zmanjševal, saj so prebivalci vedno bolj zapuščali grad in se odpravili v staro vas Sintra.
Medtem ko je bila kapela v začetku 15. stoletja še vedno središče verskih dejavnosti, je bila leta 1493 opuščena in jo je kasneje uporabljala le majhna judovska skupnost župnije. Temu je v 16. stoletju sledil prenos cerkvene župnije São Pedro iz gradu v novo župnijsko cerkev v vasi. Judje, ki so zasedli in uporabljali stavbe v gradu, je izgnal Manuel I. Portugalski in grad je bil popolnoma zapuščen.
Lizbonski potres leta 1755 je kapelo močno poškodoval in vplival na stabilnost gradu. Ob obisku kapele je Francisco de Almeida Jordão opisal kapelo (leta 1768), kot da ima »glavna vrata na vzhodu, na jugu pa še ena manjša vrata in okno ... Dodatek k naslikani podobi na oltarju je je bil še en kamen, ki že obstaja v samoti Santa Eufémia, kamor so ga odnesli.« Burnettova litografija iz leta 1830 je ovekovečila mesto kapele na gradu.
Do leta 1838 so bili stolpi že v ruševinah, ko je leta 1840 Ferdinand II. Portugalski prevzel nalogo ohranjanja in izboljšanja stanja gradu, v kar je namenil 240 réisov letno. Utrdil je obzidje, pogozdil prostore, uredil kotičke in urejene prostore ter konzerviral kapelo. Ob južnem boku kapele je zgradil spomenik za zbiranje kosti, odkritih med javnimi deli in zasadil drevo v osrednji ladji kapele. Te reforme v ograjenem prostoru je nadzoroval Wilhelm Ludwig von Eschwege, vendar je verjetno precej otežilo arheološko raziskovanje ozemlja.
Konec 19. stoletja je skrbnik gozdarske službe Carlos de Nogueira odobril več projektov v gradu in kapeli.
Leta 1939 se je DGEMN vključil v obnovo grajskega obzidja, poleg stranskih vrat kapele.
S pogledom na nastajajočo turistično tržnico so leta 1954 očistili nekaj pečin, da bi v bližini gradu uredili prostor za piknik, leta 1965 pa so namestili transformator za osvetlitev.
Leta 1979 so kulturne službe Portugalske začele arheološka izkopavanja v kapeli São Pedro, ki so odkrile obstoj srednjeveških pogrebnih grobnic, ki segajo v prelom 13. stoletja.
Depeša Ministrstva za kulturo 26. junija 1996 je območje gradu razglasila za območje posebnega interesa (portugalsko Zona Especial de Protecção do imóvel).
Poleti 1986 so bili taborniki vključeni v projekte utrjevanja zidov s cementom in čiščenja terena, ki jih je podpiral CMS.
V letu 2001 so bili izvedeni različni posegi v zvezi s čiščenjem posesti, čiščenje podrasti in gozdne zarasti ter postavitev elektro omarice ob enem od zidov.

## Arhitektura
Grad stoji na vrhu hribovja Sintra, od koder ima panoramski pogled na občino Sintra, ob jasnem dnevu pa Mafra in Ericeira. Dostopen je iz Santa Maria e São Miguel z zaščitenimi vrati in vrtljivim križem ali čez cestni dostop do palače Pena. Grad je v mejah naravnega parka Sintra-Cascais, na severnem robu hribovja Sintra, kjer so pobočja največ 40-odstotnega naklona, s poudarjenimi ali zmernimi variacijami. Serra da Sintra, poznana lokalno, je sestavljena iz eruptivnega masiva z obilico kamnitih formacij granita, sienita, gabra in diorita, s prstjo, sestavljeno iz litične, humusne, kambične, normalne in granitne (Mng) komponente.
Za podnebje so zaradi bližine morja, reliefa in goste vegetacije značilne nizke temperature in povišane količine padavin. Lokalna vegetacija je gosta in raznolika, z velikim odstotkom eksotike, ki jo je v 16. stoletju uvedel D. João de Castro, v 19. stoletju pa Ferdinand II. in Francis Cook. Poleg tega je za favno značilna podobna raznolikost in je bila vključena v kraljeva posestva in lovišča, vključno s Tapada dos Bichos, Tapada do Inhaca, Tapada do Borges, Pinhal do Prior in Tapada do Forjaz, Pinhal do Sereno, Pinhal do Tomado in Pinhal do Vale dos Anjos.
V bližini gradu je veliko drugih znamenitosti, vključno s parkom Pena (portugalsko Parque da Pena), posestvom Penha Verde (portugalsko Quinta da Penha Verde), posestvom Regaleira ({{lang-pt|Quinta da Regaleira]]), posestvo Relógio (portugalsko Quinta do Relógio) in parkom Monserrate (portugalsko Parque de Monserrate), med drugim. Mavrski grad in druge nepremičnine v regiji delujejo kot glavno središče turizma, ki je glavna dejavnost v tej regiji.

### Grad
Grad je nepravilno načrtovana vojaška postojanka, ki sledi 450-metrskemu obodu na vrhu gorate pečine, usmerjena od jugozahoda proti severozahodu. Sestavljen je iz dvojne linije vojaškega obzidja, ki se vije nad granitnim terenom ostroga. Njegovo mesto na vrhu hriba, obdano z naravno in eksotično vegetacijo, poudarja romantični značaj kraja. Mavrski grad je zaradi svoje geografske lege in zasnove skupaj s Santarémom veljal za eno glavnih točk vojaškega načrta Belate (muslimanske province, ki ustreza Ribateju in Estremaduri). Lastnina je bila sčasoma preoblikovana in razširjena, kar je povzročilo ruševine iz obdobja romantike, ki so vključevale škodo, povzročeno sčasoma, in javna dela Ferdinanda II. Stolpi, ki so sprva vključevali dve nadstropji, imajo spremenjen videz, brez številnih notranjih predelav ali strešnih kritin, značilnih za to obdobje. Vendar se zdi, da lokacija stolpičev sovpada z zasnovo, predstavljeno na gravurah Duarteja de Armasa.
Zunanje obzidje se odpira blizu Abelheire (zahodno od Tapada dos Bichos), od glavnih dostopnih vrat, kjer se več poti vije okoli vrha gradu. Drugi obroč obzidja krepi grad s krožnimi in kvadratnimi stolpiči, debelimi zidovi in ograjami ter okronan s piramidastimi cinami. Na tem drugem obzidju je glavni vhod v grad, zaščiten z dvema stolpoma in obzidjem. Blizu teh sekundarnih zidov in vhoda so glavne ruševine starih stavb, ki ustrezajo kleti, ogradi za živali in cisterni. Podzemna cisterna, dostopna s trimetrskega dostopa, meri 18 metrov v dolžino, 6 metrov v širino in 6 metrov v višino, kamor se je zbirala voda iz odprtin na njeni 'strehi'. Notranje obzidje je prekinjeno s petimi pravokotnimi stolpi in enim okroglim stolpom, na vrhu pa so piramidaste cine, medtem ko te strukture obdajajo ostanki starejših konstrukcij. Majhna vrata, običajno prekrita z grmičevjem, se odpirajo na severno fasado gradu, ki ustreza Vratom izdajalcev, ki vodijo do glavnega 'vojaškega trga' s strukturo. V jugozahodnem kotu je najvišji stolp, znan kot Kraljevi stolp.
Vzdolž oboda gradu obstajajo različni zabojniki ali silosi, ki izvirajo iz arabske okupacije, od katerih so mnogi pokriti z rastlinami.

### Kapela
Zunaj sekundarnega obzidja, nedaleč od vhoda, stoji kapela s pravokotno ladjo in ozkim nižjim prezbiterijem. Te ruševine so bile zgrajene iz apnenca in zidane, notranjost pa je dostopna z zahodne ali južne fasade. Južno steno poudarjajo obokana vrata, podprta s stebrišči in okrasnimi kapiteli, z rastlinskimi ali fantastičnimi živalskimi motivi (grifoni in baziliski). Severna fasada z 1,5-metrsko odprtino ustreza primitivnim vratom, povišanim zaradi poudarjenega terena. Slavolok, ki temelji na dvojnih stebrih, temelji na podobnem portalu na jugu, vključuje izrezljane kapitele s fitomorfnimi okvirji in ostanki vrat. Glavna kapela ima banjast obok z ostanki fresk, ki predstavljajo avreolo na nebu s figuro, ki ustreza svetniku zavetniku, obdana s cvetličnimi in geometrijskimi motivi, vse skupaj pa obdaja friz z geometrijskimi motivi. Ob prostoru, namenjenem oratoriju, je manjša pravokotna niša za nabožno opremo. Dejstvo, da je bila kapela znotraj obzidja gradu, je privedlo do tradicije, da je stavba pred rekonkvisto služila kot mošeja. Čeprav je verjetno, da je tam morda obstajal bogoslužni prostor za muslimansko prebivalstvo, ni nobene posebne povezave s to stavbo.